# Getting Mary Married
Getting Mary Married er en amerikansk stumfilm fra 1919 af Allan Dwan.

## Medvirkende
- Marion Davies som Mary Bussard
- Norman Kerry som James Winthrop
- Matt Moore som Ted Barnacle
- Frederick Burton som Amos Bussard
- Amelia Summerville som Mrs. Bussard